# Західний Майо-Кебі
Західне Майо-Кебі (фр. Mayo-Kebbi Ouest, араб. منطقة مايو كيبي الغربي) — адміністративний регіон в Республіці Чад. Назву свою регіон отримав по річці Майо-Кебі.
- Адміністративний центр - місто Пала.
- Площа - 14 000 км², населення - 569 087 чоловік (2009 рік).

## Географія
Регіон Західний Майо-Кебі знаходиться в південно-західній частині Чаду. На сході межує з регіонами Східний Майо-Кебі, Танджиле та Західний Логон. На заході і на півдні кордоном регіону є державний кордон між Чадом та Камеруном.

## Населення
Серед народів, що населяють регіон - мундан, фульбе, нгамба.

## Адміністративний поділ
В адміністративному відношенні Західний Майо-Кебі підрозділяється на 2 департаменти - Майо-Далла та Лак-Лер.

## Економіка
Основа місцевого господарства - тваринництво, рибальство, вирощування бавовни.